# Municipio de Adams (condado de Coshocton)
El municipio de Adams (en inglés: Adams Township) es un municipio ubicado en el condado de Coshocton en el estado estadounidense de Ohio. En el año 2010 tenía una población de 790 habitantes y una densidad poblacional de 11,9 personas por km².

## Geografía
El municipio de Adams se encuentra ubicado en las coordenadas 40°19′58″N 81°39′57″O / 40.33278, -81.66583. Según la Oficina del Censo de los Estados Unidos, el municipio tiene una superficie total de 66.41 km², de la cual 66,41 km² corresponden a tierra firme y (0 %) 0 km² es agua.

## Demografía
Según el censo de 2010, había 790 personas residiendo en el municipio de Adams. La densidad de población era de 11,9 hab./km². De los 790 habitantes, el municipio de Adams estaba compuesto por el 97,34 % blancos, el 0,25 % eran afroamericanos, el 0,89 % eran amerindios, el 1,01 % eran de otras razas y el 0,51 % eran de una mezcla de razas. Del total de la población el 1,77 % eran hispanos o latinos de cualquier raza.